# Movila Sisitak
Movila Sisitak (după ortografia maghiară a numelui: ortografia română este Șișitac) este o arie protejată de interes național ce corespunde categoriei a IV-a IUCN (rezervație naturală de tip botanic) situată în județul Timiș, pe teritoriul administrativ al comunei Sânpetru Mare.

## Localizare
Aria naturală cu o suprafață de 0,50 hectare se află în extremitatea nord-vestică a județului Timiș (aproape de limita teritorială cu județul Arad), în partea sudică a satului Sânpetru Mare, aproape de drumul național (DN6) care leagă orașul Sânnicolau Mare de localitatea Lovrin

## Descriere
Rezervația naturală a fost declarată arie protejată prin Legea Nr.5 din 6 martie 2000 (privind aprobarea Planului de amenajare a teritoriului național - Secțiunea a III-a - zone protejate) și reprezintă o ridicătură de pământ naturală (movilă) în Câmpia Banatului, ce adăpostește mai multe elemente floristice de stepă. 

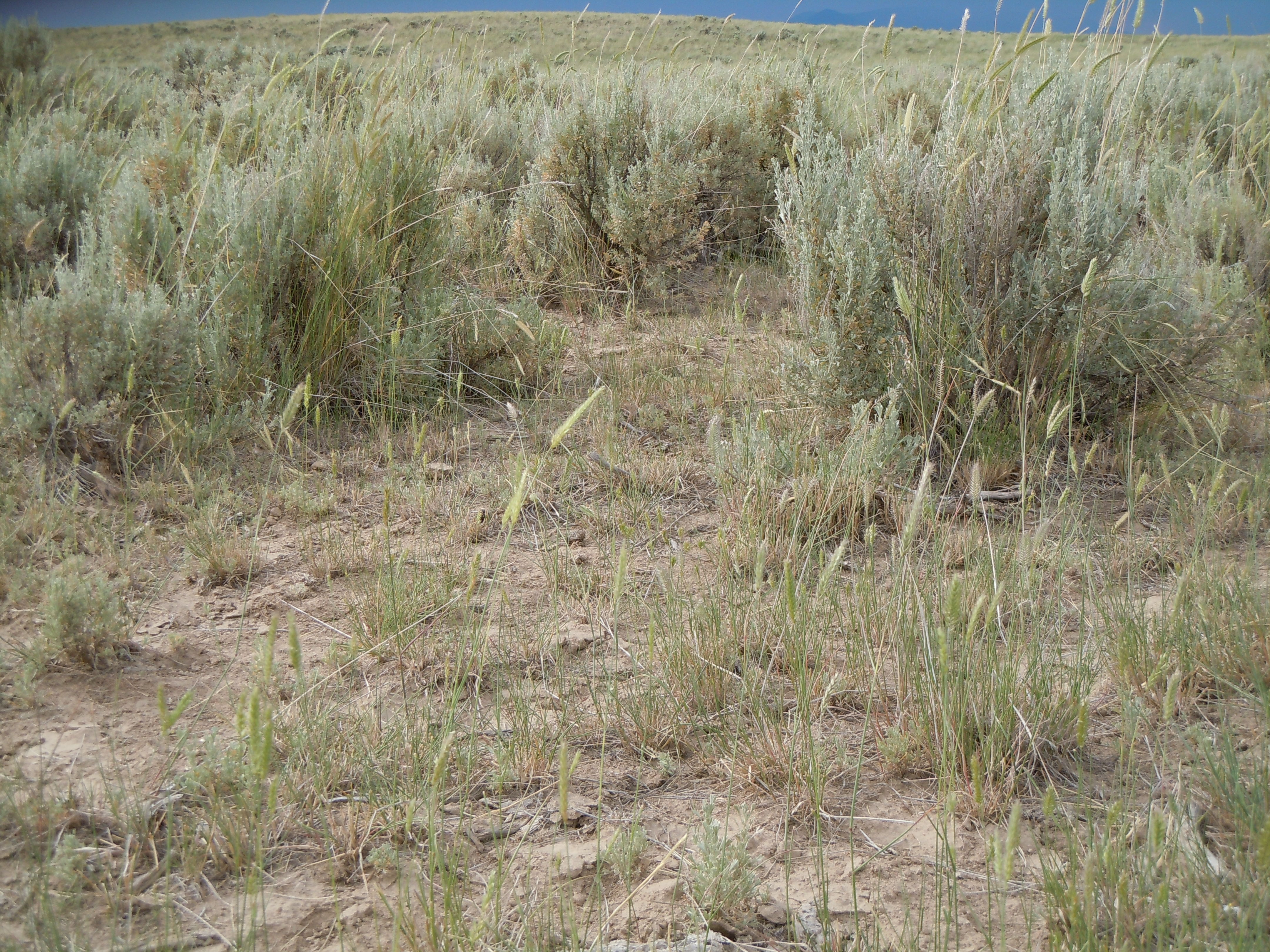
Pir crestat (Agropyron cristatum)

În arealul rezervației este semnalată prezența unor specii ierboase rare, printre care, pir crestat (Agropyron cristatum) și colilie (Stipa capillata).